# Makedonien i olympiska vinterspelen 2018
Makedonien deltog i de olympiska vinterspelen 2018 i Pyeongchang, Sydkorea, med en trupp på tre atleter (två män, en kvinna) fördelat på två  sporter.
Vid invigningsceremonin bars Makedoniens flagga av längdskidåkaren Stavre Jada.